# Бигдели, Азар
Азар Лотфали-бек Бигдели (перс. لطفعلی بیگ آذر‎; род. 7 февраля 1722 — ум. 1781) — персидский антолог и поэт.

## Жизнь
Лотфали-бек Бигдели родился в Исфагане в знатной шамлуйской семье, происходившей из рода Бегдили. Его отец Ага-хан был состоятельным землевладельцем, что позволило дать сыну хорошее образование.
Лотфали-бек Бигдели Азар скончался в 1781 году в Исфагане и был похоронен на кладбище Масчиде-сурх.

## Творчество
Азар — яркий представитель и собиратель стихов исфаханской школы поэтов, деятельность которой вылилась в литературное движение, декларировавшее идею «возврата к древности» и получившее название «Базгашт-е адаби» («Литературное возвращение»). Во-вторых, Азар, по всей видимости, высоко ценил свое произведение, поскольку включил его полный текст в составленную им антологию «Атешкаде».
Лотфали-бек Азар был весьма невысокого мнения о маснави Вахши: «Высший рай», по его словам, написан неплохо, «Созерцатель и Созерцаемый» — очень плохо, а «Фархад и Ширин» — не закончена, но если бы была завершена, то имела бы «крайнее преимущество» (здесь неясно какое: то ли перед всеми маснави самого Вахши, то ли перед всеми ответами на "Фархад и Ширин). В то же время Азар пишет: «Поистине, его слова обладают совершенным обаянием и невыразимой сладостью, он был знаком со [всеми] степенями любви и влюблённости, и его цветистые газали тому подтверждение». Кроме того, Азар цитирует в своей антологии довольно много стихов Вахши, что само по себе говорит о его значении: для незначительных поэтов Азар весьма скуп на цитаты.